# 海灘番荔枝
海滩番荔枝（学名Annona salzmannii）是番荔枝科番荔枝属乔木树种，原生于巴西沿海地区。
该树种属于常绿乔木，树高可达30—45英尺（9.1—13.7），是番荔枝属中最高大的树种之一。其果实呈橙红色，单果重可达一磅（约453克），果肉呈白色，味甜。在其原生地被视为珍稀水果，但尚未进行人工栽培。
其亦为金头狮面狨的重要食物来源。